# You Can’t See Me
You Can’t See Me – album muzyczny, debiut zawodnika WWE Johna Ceny oraz  jego kuzyna Tha Trademarca.
Album został wydany 10 maja 2005, zadebiutował na miejscu #15 w magazynie Billboard, a w płytach raperskich na #3. W Wielkiej Brytanii album znalazł się na 103. pozycji w "Top 200 Album Charts". Album został certyfikowany na złotą przez RIAA.

## Lista utworów
1. "My Time is Now" – 2:58
2. "Don't Fuck With Us" – 3:24
3. "Flow Easy" (feat. Bumpy Knuckles) – 3:47
4. "Right Now" – 3:47
5. "Make It Loud" – 4:20
6. "Just Another Day" – 3:58
7. "Summer Flings" – 3:35
8. "Keep Frontin'" (feat. Bumpy Knuckles) – 4:13
9. "We Didn't Want You To Know" – 4:16
10. "Bad, Bad Man" (feat. Bumpy Knuckles) – 3:31
11. "Running Game" – 3:52
12. "Beantown" (feat. Esoteric) – 3:47
13. "This Is How We Roll" – 4:09
14. "What Now" – 4:30
15. "Know The Rep" (feat. Bumpy Knuckles) – 2:59
16. "Chain Gang Is The Click" – 3:52
17. "If It All Ended Tomorrow" – 4:30
18. "The Underground" (track bonusowy)
19. "Basic Thuganomics" (track bonusowy)
20. "Untouchables" (track bonusowy)
21. "Word Life"